# Zamak

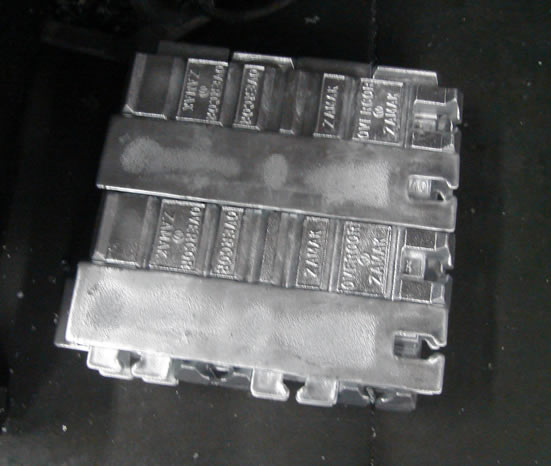
Lingots van Zamak

Zamak, ook: Zamac of ZAMAK, is een handelsmerk voor een groep legeringen met zink als belangrijkste component. De legeringen hebben een relatief laag smeltpunt en kunnen gemakkelijk worden gegoten. De belangrijkste componenten zijn zink en aluminium, met kleine hoeveelheden magnesium en koper. De naam is een acroniem, afgeleid van de beginletters van de Duitse namen voor de metalen waaruit het materiaal is samengesteld: Zink, Aluminium, MAgnesium, Kupfer, dus koper. Dit soort legeringen werd in het begin van de twintigste eeuw ontwikkeld.
Zamak wordt in de auto- en meubelindustrie wel gebruikt voor deurklinken, handgrepen, logo's en sierstrips, die dan meestal worden verchroomd. Het wordt ook in gewichtjes toegepast, die voor het uitbalanceren van wielen worden gebruikt, vooral in de Europese Unie waar het voor deze toepassing gangbare lood niet meer mag worden gebruikt. Zamak is veel gebruikt voor het gieten van de carters in een motorblok, waaronder die van de Solex-bromfiets. Zamak en ook witmetaal worden veel gebruikt voor het gieten van standbeeldjes en modelauto's, zoals de speelgoedauto's van Dinky Toys, modeltreinen en onderdelen van modelbouwpakketten.